# Nishi-Kasai (métro de Tokyo)
Nishi-Kasai (西葛西駅, Nishi-Kasai-eki) est une station du métro de Tokyo sur la ligne Tōzai dans l'arrondissement d'Edogawa à Tokyo. Elle est exploitée par le Tokyo Metro.

## Situation sur le réseau
La station Nishi-Kasai est située au point kilométrique (PK) 19,7 de la ligne Tōzai.

## Histoire
La station a été inaugurée le 1er octobre 1979.

## Services aux voyageurs

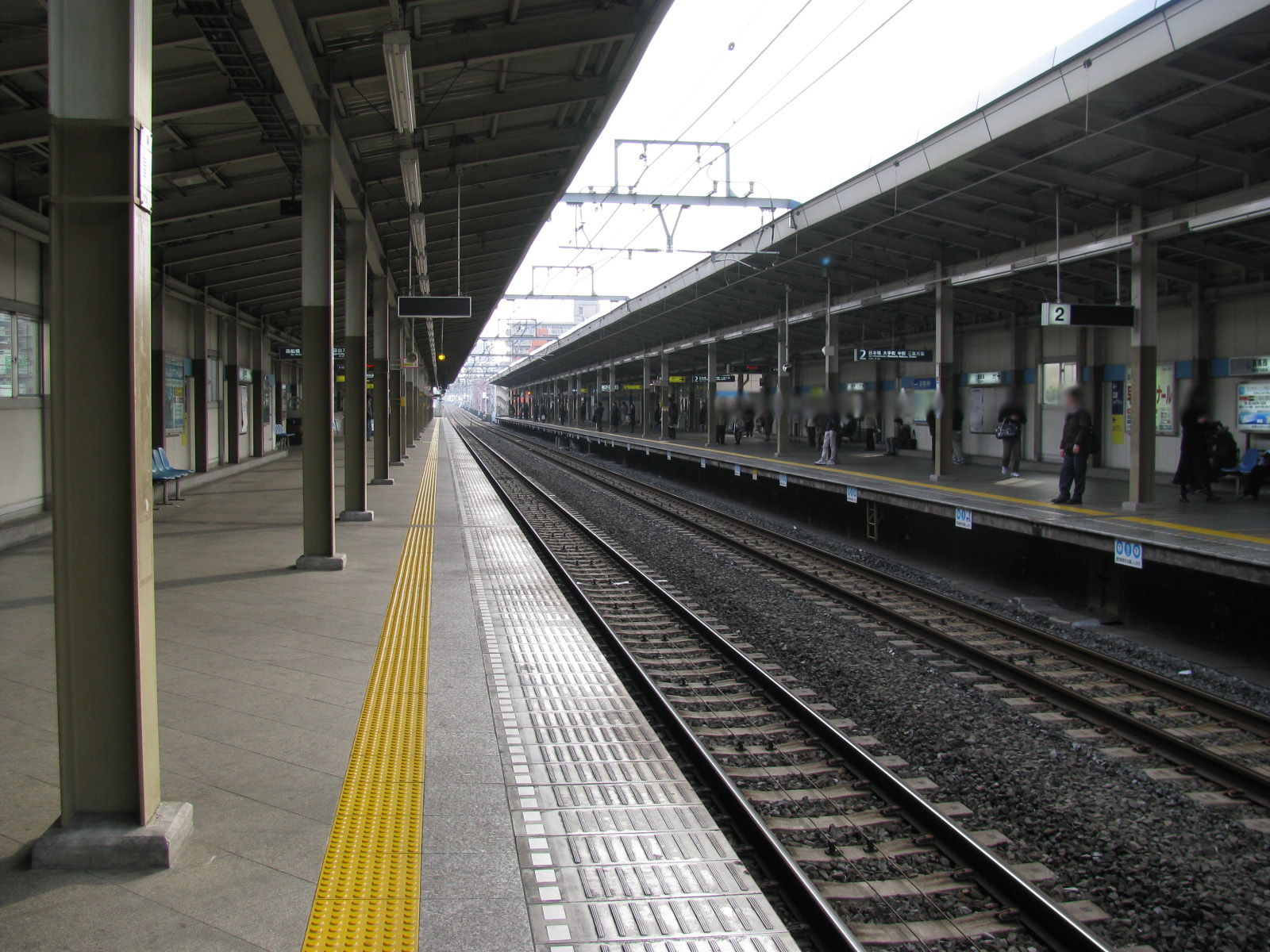
Quais de la station

### Accès et accueil
La station, établie en extérieur, est ouverte tous les jours.
En moyenne, 102 815 voyageurs ont fréquenté quotidiennement la station en 2015.

### Desserte
Ligne Tōzai :
- voie 1 : direction Nishi-Funabashi (interconnexion avec la ligne Tōyō Rapid pour Tōyō-Katsutadai ou la ligne Chūō-Sōbu pour Tsudanuma)
- voie 2 : direction Nakano (interconnexion avec la ligne Chūō-Sōbu pour Mitaka)